# Il gioco dell'assassino (film)
Il gioco dell'assassino (Mörderspiel) è un film tedesco del 1961 diretto da Helmuth Ashley, basato su un romanzo di Max Pierre Schaeffer e è girata in bianco e nero.

## Trama
Klaus Troger è un affermato stilista che conduce una doppia vita: spinto da un profondo odio verso le donne, commette una serie di omicidi ai danni di donne dell'alta società. Il suo matrimonio con Eva è ormai privo di affetto, e lei lo tradisce con l'uomo d'affari Dahlberg. Dopo aver compiuto l'ennesimo omicidio, Klaus viene casualmente visto nei pressi della scena del crimine da un vecchio conoscente, Kersten, che lo invita a partecipare a una festa organizzata dall'industriale Hauser.  Troger ha ancora con sé la chiave dell’appartamento dell'ultima vittima, il cui portachiavi è dotato di un carillon. Cerca di sbarazzarsene, ma senza successo.
Durante la serata, viene proposto un gioco chiamato "Mörderspiel", in cui, a luci spente, un partecipante designato come "assassino" deve "uccidere" simbolicamente un altro ospite, mentre un "detective" deve scoprire l'identità del colpevole. Klaus vede in questo gioco l'opportunità di eliminare Kersten, l'unico testimone che potrebbe incriminarlo. 
Per sbaglio però Troger uccide Dahlberg che, come Kersten, portava all’occhiello un garofano. Dopo l’omicidio, arriva la polizia e inizia a interrogare i presenti. Kersten diventa sempre più nervoso, perché ha preso in prestito l’auto del suo capo senza permesso, e decide di fuggire. Troger gli offre il suo aiuto, ma in realtà lo fa precipitare dal palazzo. Il caso sembra risolto: la polizia ritiene che sia stato Kersten a uccidere Dahlberg.
Tuttavia, mentre gli ultimi ospiti stanno lasciando la festa, uno di essi, ubriaco, scambia per errore il suo cappotto con quello di Troger. Accortosi dell’equivoco, gli lancia il cappotto. In quel momento, dalla tasca cade la chiave dell’appartamento della prima vittima e il carillon si mette in funzione. Il commissario Ullmann gli mostra una seconda chiave della stessa abitazione, anch’essa con un carillon identico. Troger è ormai smascherato come assassino.

## Produzione
Il film è una co-produzione tedesco-francese ed è stato girato a Monaco di Baviera. La fotografia in bianco e nero è curata da Sven Nykvist, noto per la sua collaborazione con Ingmar Bergman.